# Ruinas de Igreja de São Paulo
Ruinas de Igreja de São Paulo är en kyrkoruin i Macao. Den är en av Macaos främsta sevärdheter, och ligger vid toppen av en stentrappa i stadens historiska centrum, som har förklarats som världsarv av Unesco.
Kyrkan byggdes 1602 i anslutning till den jesuitiska skolan Colégio de São Paulo, som var det första västerländska universitetet i Fjärran östern. På São Paulo studerade missionärer som Matteo Ricci och Adam Schall kinesiska innan de gav sig i väg till Fastlandskina.
Kyrkan var byggd i taipa och trä, och var rikt utsmyckad. Fasaden, som är det enda som står kvar i dag, byggdes i sten av japanska kristna i exil och lokala hantverkare år 1620-1627. Kyrkan sågs på sin tid som österlandets främsta. Sedan jesuiterna kastats ut ur Macao 1762 användes skolan som militärkasern, till dess att en brand som startade i skolans kök år 1835 ödelade hela skolan och kyrkan, förutom fasaden. Åren 1990-1995 restaurerades det som var kvar av kyrkan och gjordes till museum.